# Hell, etc.
Hell, etc. — американський кишеньковий лейбл, заснований Мерілін Менсоном, лідером гурту Marilyn Manson у 2010 р. Компанія є другим лейблом виконавця, перший — нині зниклий Posthuman Records, котрий функціонував з 2000 по 2002, головною компанією була Priority Records. 28 квітня-2 травня 2010 в Афінах проходила третя виставка художніх робіт під назвою «Hell, etc.»

## Історія
До створення лейблу група тривалий час була підписантом Interscope Records та Nothing Records. Після розпаду Nothing у 2004 колектив видав 2 студійних альбоми на Interscope. Після релізу The High End of Low, останнього за контрактом з Interscope, гурт покинув лейбл. За словами Менсона, він радий полишити компанію, оскільки, на його думку, вона стримувала його творчість.
7 листопада 2010 оголошено про створення Hell, etc. у рамцях спільного підприємства з Cooking Vinyl, котрий працюватиме над світовою дистриб'юцією, маркетингом і рекламою майбутніх релізів. Менсон пояснив: «Ми завжди є своїми найгіршими слухачами, поки ми не перестанемо бути ними й не почнемо бути артистами. Будь-яке мистецтво є плоттю та кров'ю, незалежно від того, як ви виконуєте чи демонструєте його. Ми всі хочемо пристрасний жах цієї крові. І я тут, щоб принести кров». Менеджер Менсона, Тоні Кулла, в інтерв'ю ABC News заявив: «Спільне підприємство 50/50 є привабливою фінансовою угодою, що дозволить отримати більше творчої свободи. Обидві сторони розподілять прибуток після того, як окупляться витрати Cooking Vinyl, зокрема аванс, виплачений Менсону та великі маркетингові зобов'язання».
Засновник Cooking Vinyl, Мартін Ґолдшмідт, оголосив початкову мету продати 500 тис. копій у всьому світі. «Ми, Cooking Vinyl, раді привітати MARILYN MANSON. Часто наш „розслаблений“ підхід до A&R призводить до „вбивчих“ виступів і альбомів наших виконавців. Не можу дочекатися, коли я почую матеріал Менсона. Це знакове підписання для нас. Ми розбурхали фолк-музику наприкінці 80/90-х з МІШЕЛЬ ШОКД, COWBOY JUNKIES та БІЛЛІ БРЕҐҐОМ, ми розбурхали танцювальну музику за останні кілька років з THE PRODIGY, GROOVE ARMADA та UNDERWORLD. Ми готові до нових пригод з містером Менсоном».
Першим релізом Hell, etc. став Born Villain, восьмий студійний альбом гурту. У жовтні фронтмен повідомив про плани перевидання платівки з трьома додатковими треками, буклетом, книгою тощо.

## Ростер
- Marilyn Manson